# لیلی آمازونی
لیلی آمازونی(نام علمی: Eucharis amazonica) نام یک گونه از تیره نرگسیان است.